# Hypena transversa
Hypena transversa là một loài bướm đêm trong họ Erebidae.